# Dyin' 2 Ball
Dyin' 2 Ball— десятий студійний альбом американського репера Spice 1, виданий 25 січня 2005 р. лейблом Triple X Entertainment. Виконавчий продюсер: Джонні Ю. Дистриб'ютор: Navarre.

## Список пісень
1. «Dyin' 2 Ball» — 2:47
2. «It's a Shame» — 4:01
3. «Gangster As I Wanna Be» (за участі Michalobe та 40 Glocc) — 4:06
4. «She Got Hydraulics on It» — 4:24
5. «Rude Boy» — 4:30
6. «Fake Ass Gangster» — 4:02
7. «Character» — 3:36
8. «Thug in Me» (з участю W.S. Bugg) — 4:10
9. «Candy» — 4:13
10. «She's So Fly» — 4:03
11. «Gangsta Girl» — 3:50
12. «Da Ghetto» (з участю Michalobe) — 3:27
13. «Cold of the Streets» — 3:36
14. «Thug Thang» — 4:11
15. «East Bay G's» — 4:04